# 剪贴板查看器
剪貼簿查看器（英語：ClipBook Viewer）（ClipBrd.exe）是Windows 9x及之前版本中附带的用來暫存本地使用者剪貼物件的暫存區。它允许用户查看、保存或清除复制、剪贴的内容。可以剪貼的內容有很多種，像是纯文本、Unicode文字、HTML、圖片以及各種類型的檔案等。